# 성 권한 척도
성 권한 척도(Gender Empowerment Measure, GEM)는 한 국가 안에서 남성과 여성의 기회에 관한 불평등을 척도하는 기준이다. 해당 분야는 정치 참여와 의사 결정, 경제 활동과 관련 의결권 그리고 재력 등 경제적 자원에 관한 우위 등을 복합적으로 고려한다. 유엔 개발 계획이 매년 인간 계발 지수를 발표하면서 내놓는 지표 중의 하나이기도 하다.
성 권한 척도 지수를 계산하는 데는 여러 단계가 필요한 것으로 알려져 있다. 첫째로 각 분야에 관련한 여성과 남성의 지표를 계산한다. 의석 수와 입법가, 정부 고위 관료 및 공무원, 교수 및 기술 분야의 성별을 조사한다. 세 번째로 구매력을 기준으로 측정 소득(미국 달러 기준)을 평가한다.

## 같이 보기
- 성평등
- 성 불평등
- 인간 개발 지수
- 세계 성별차 보고서
- 유엔 여성기구